# Aşağıturgutlu, Çarşamba
Aşağıturgutlu là một xã thuộc huyện Çarşamba, tỉnh Samsun, Thổ Nhĩ Kỳ. Dân số thời điểm năm 2010 là 278 người.